# Trincao
Trincao es una localidad y caleta pesquera de la comuna de Quellón, en la Provincia de Chiloé, dentro de la Región de Los Lagos, se encuentra al sur de la Isla Grande de Chiloé a unos 11,6 km de Quellón (La ciudad más cercana) y a unos 96,2 km de Castro (Capital provincial), es orillado por el Golfo de Corcovado y es cercano a las localidades de Quellón Viejo y Yaldad, según el Instituto Nacional de Estadísticas es considerado como un caserío.